# آکادمی علوم امنیتی استونی
آکادمی علوم امنیتی استونی (استونیایی: Eesti Sisekaitseakadeemia) یک دانشگاه فنی و حرفه‌ای در استونی است که در سال ۱۹۹۲ میلادی تأسیس شده‌است.
این دانشگاه آموزش حرفه‌ای کارمندان دولت زیر نظر وزارت کشور استونی را فراهم می‌کند که هدف اصلی آن اطمینان از یک کشور امن، توسعه پایدار و کمک به امنیت اتحادیه اروپا است.